# San Pietro di Castello
San Pietro di Castello är en kyrkobyggnad och mindre basilika i kvarteret Castello i Venedig, helgad åt aposteln Petrus. Den första kyrkan på denna plats uppfördes på 600-talet på initiativ av biskop Magnus av Oderzo; under 1500-talet genomfördes en omfattande ombyggnad efter ritningar av Andrea Palladio.
Från 1451 till 1807 var San Pietro Venedigs katedral och säte för Venedigs patriark. Högaltaret är ritat av Baldassare Longhena, som även ritade Cappella Vendramin, bekostat av kardinal Francesco Vendramin.
År 1807 blev San Marco Venedigs katedral. San Pietro utsattes för bombangrepp under första världskriget och kom inte att restaureras fullständigt förrän på 1970-talet.